# Kirk Baxter
Kirk Baxter (* 1972 in Sydney, Australien) ist ein australischer Filmeditor und Oscarpreisträger. 

## Leben
Baxter wurde vor allem durch seine Zusammenarbeiten mit dem Regisseur David Fincher bekannt. Beim Schnitt arbeitet er meist mit Angus Wall als Ko-Editor zusammen. Als Paar gewannen sie in aufeinander folgenden Jahren den Oscar für den Besten Schnitt: 2011 für The Social Network, und 2012 für Verblendung.

## Filmografie (Auswahl)
- 1999: Killing Joe (Kurzfilm)
- 2007: Zodiac – Die Spur des Killers (Zodiac) (zusätzlicher Schnitt)
- 2008: Der seltsame Fall des Benjamin Button (The Curious Case of Benjamin Button)
- 2010: The Social Network
- 2011: Verblendung (The Girl with the Dragon Tattoo)
- 2013: House of Cards (Fernsehserie, 2 Episoden)
- 2014: Gone Girl – Das perfekte Opfer (Gone Girl)
- 2017–2019: Mindhunter (Fernsehserie, 8 Episoden)
- 2019: E.T.: A Holiday Reunion (Kurzfilm)
- 2020: Mank
- 2023: Der Killer (The Killer)
- 2023: Dumb Money – Schnelles Geld (Dumb Money)

## Auszeichnungen
- 2009: Oscar: Nominierung in der Kategorie Bester Schnitt für Der seltsame Fall des Benjamin Button
- 2009: BAFTA Award Nominierung in der Kategorie Bester Schnitt für Der seltsame Fall des Benjamin Button
- 2010: Satellite Award: Nominierung in der Kategorie Bester Schnitt für The Social Network
- 2011: Oscar: Auszeichnung in der Kategorie Bester Schnitt für The Social Network
- 2011: BAFTA Award: Auszeichnung in der Kategorie Bester Schnitt für The Social Network
- 2012: Oscar: Auszeichnung in der Kategorie Bester Schnitt für Verblendung